# Georg Coci
Georg Coci (auch Georg Koch, * 15. Jahrhundert; † 16. Jahrhundert) war ein deutscher Drucker der Renaissance, der von 1499 bis 1537 in Saragossa tätig war.

## Leben und Werk
Coci war vermutlich schon in der Werkstatt von Hans und Paulus Hurus tätig, deren Typen und Holzstöcke er übernahm. Zu Beginn druckte er mit Leonhard Hutz und mit Wolf Appentegger (Lupus Appentegger) zusammen. Nach dem Ausscheiden von Appentegger (1501) und Hutz (1504) führte er den Druckereibetrieb alleine fort und entwickelte ihn in der ersten Hälfte des 16. Jahrhunderts zu einer der bedeutendsten Druckereien Spaniens. Dies war zum Teil dadurch bedingt, dass er bis 1528 der einzige Drucker in Saragossa war.
Georg Coci war einer der zahlreichen deutschen Drucker, die in der zweiten Hälfte des 15. Jahrhunderts und zu Beginn des 16. Jahrhunderts die Druckkunst in Spanien und Portugal verbreiteten.